# Teateråret 1945

## Händelser

### Okänt datum
- Kungliga Dramatiska Teatern inviger Lilla scenen i den tidigare biografen Sibyllan.
- Lorens Marmstedt tar över Skansens teaterverksamhet.
- Anders Henrikson blir ordförande för Svenska Teaterförbundet.

## Priser och utmärkelser
- Jussi Björling tilldelas medaljen Litteris et Artibus.

## Årets uppsättningar

### Mars
- 2 mars — Hjalmar Söderbergs pjäs Ödestimmen har premiär på Dramaten i regi av Rune Carlsten.

### Okänt datum
- Eugene O'Neills pjäs Alla Guds barn har vingar med regi av Alf Sjöberg har premiär på Dramaten.
- Karl Ragnar Gierows pjäs Av hjärtans lust har scenpremiär på Dramaten.
- På Casinoteatern sätts Gösta Bernhard och Stig Bergendorffs revy Galopperande hickan upp.
- Herbert Grevenius pjäs Krigsmans erinran uruppfördes på Göteborgs stadsteater.